# Blassac
Blassac és un municipi francès situat al departament de l'Alt Loira i a la regió d'Alvèrnia-Roine-Alps. L'any 2007 tenia 146 habitants.

## Demografia

### Població
El 2007 la població de fet de Blassac era de 146 persones. Hi havia 60 famílies de les quals 22 eren unipersonals (13 homes vivint sols i 9 dones vivint soles), 21 parelles sense fills i 17 parelles amb fills.
La població ha evolucionat segons el següent gràfic:
Habitants censats

### Habitatges
El 2007 hi havia 122 habitatges, 62 eren l'habitatge principal de la família, 45 eren segones residències i 16 estaven desocupats. 120 eren cases i 1 era un apartament. Dels 62 habitatges principals, 54 estaven ocupats pels seus propietaris, 6 estaven llogats i ocupats pels llogaters i 1 estava cedit a títol gratuït; 1 tenia una cambra, 3 en tenien dues, 15 en tenien tres, 20 en tenien quatre i 22 en tenien cinc o més. 40 habitatges disposaven pel capbaix d'una plaça de pàrquing. A 24 habitatges hi havia un automòbil i a 28 n'hi havia dos o més.

## Economia
El 2007 la població en edat de treballar era de 87 persones, 62 eren actives i 25 eren inactives. De les 62 persones actives 57 estaven ocupades (33 homes i 24 dones) i 5 estaven aturades (2 homes i 3 dones). De les 25 persones inactives 9 estaven jubilades, 3 estaven estudiant i 13 estaven classificades com a «altres inactius».

### Ingressos
El 2009 a Blassac hi havia 62 unitats fiscals que integraven 156 persones, la mediana anual d'ingressos fiscals per persona era de 14.517 €.

### Activitats econòmiques
Dels 6 establiments que hi havia el 2007, 3 eren d'empreses de construcció, 1 d'una empresa de comerç i reparació d'automòbils i 2 d'empreses classificades com a «altres activitats de serveis».
Dels 4 establiments de servei als particulars que hi havia el 2009, 1 era un paleta, 1 fusteria, 1 electricista i 1 perruqueria.
L'any 2000 a Blassac hi havia 9 explotacions agrícoles que ocupaven un total de 396 hectàrees.

## Poblacions més properes
El següent diagrama mostra les poblacions més properes.